# Modern Life Is Rubbish
Modern Life Is Rubbish ist das 1993 erschienene zweite Studioalbum der britischen Rockband Blur. Trotz seines damals recht geringen Erfolgs gilt das Album heute als eines der stilbildenden und ersten Veröffentlichungen des Britpop.

## Hintergrund und Aufnahmen
Die ersten Versionen von Songs der späteren LP Modern Life Is Rubbish gehörten seit Ende 1991 zum Repertoire der Band. Das in diesem Jahr veröffentlichte Debütalbum Leisure hatte noch ganz im Stil des damals populären Shoegazer- und Madchester-Sounds von Gruppen wie My Bloody Valentine gestanden. Es folgte 1992 die Single Popscene, die bereits mit härteren Gitarrenriffs und Bläserarrangements einen anderen musikalischen Stil der Gruppe ankündigte. Blurs Label Food Records schickte die Gruppe im selben Jahr, nachdem sie bereits Erfahrungen auf Bühnen in Großbritannien und im übrigen Europa gesammelt hatte, auf eine 44-tägige US-Tour. Die Tour fiel auf den überragenden Erfolg von Grunge-Bands wie Nirvana oder Soundgarden. Blur, die immer noch die im Sterben liegende britische Shoegazer-Szene repräsentierten, konnten weder das damalige Lebensgefühl jüngerer Hörer noch ihren Musikgeschmack ansprechen. Das Desinteresse der Zuhörer bei ihren Konzerten und der Stress der Tournee durch die Größe der zu bereisenden USA schlug auf Seiten der Band in starken Alkoholkonsum, Streitigkeiten und der Sehnsucht nach der gewohnten britischen Heimat um. Nach ihrer Rückkehr aus den USA sahen sich Blur zudem mit neuen britischen Bands wie Suede konfrontiert, die sie mit ihrem Auftreten aus der Musikszene verdrängt hatten.
Die so neugewonnene Sicht auf das britische Heimatland ließ Blurs Sound somit stark abändern. So wurden jetzt britische Rock- und Punkbands der 1960er und 1970er Jahre wie die Kinks, The Small Faces oder The Jam zu ihren neuen musikalischen Paten. Der Sound der damals aufgenommenen Lieder wie etwa Chemical World oder Advert waren schnelle Rocksongs, die kaum noch an den früheren Sound der Band erinnerten. Auch inhaltlich spiegelten die Texte von Sänger Damon Albarn nun das britische Leben in seinen verschiedenen Facetten wider, ohne dabei auf Sarkasmus und Kritik zu verzichten. Auch äußerlich änderte sich die Band zeitweise. So kleideten sie sich im Stile der Mods und Punks mit Fred-Perry-Hemden, Jacketts und Stiefeln der Marke Dr. Martens. Ihren neuen starken Bezug zur britischen Musikkultur gaben sie in Interviews offen zu. Das Cover des Albums zeigt ein Gemälde einer britischen Dampflok namens Mallard. Der Titel Modern Life Is Rubbish war Frontmann Damon Albarn durch ein Graffiti in London ersichtlich geworden. Der Arbeitstitel des Albums hatte Britain Versus America gelautet.
Die ersten Aufnahmen zu Modern Life Is Rubbish hatten bereits 1991 stattgefunden, zogen sich jedoch bis Anfang 1993 in diversen Studios. Zeitweise war Andy Partridge von der Rockband XTC als Produzent für die Platte im Gespräch gewesen. Nach gescheiterten Sessions mit ihm wechselten Blur zum Produzenten Stephen Street. Dieser sollte auch die nächsten Alben von Blur produzieren.

## Rezeption
Modern Life Is Rubbish erschien am 10. Mai 1993 und erreichte Platz 15 der UK-Charts, was im Gegensatz zur Top-10-Platzierung des Albums Leisure eine Enttäuschung für die Band war. Die drei Singles, die aus dem Album ausgekoppelt wurden, erreichten alle lediglich die Top 30 der britischen Singlecharts. Keine einzige Single wurde in der populären BBC-Sendung Top of the Pops vorgestellt.
In den Linernotes zur 2012 veröffentlichten Neuauflage des Albums erinnert sich Damon Albarn:

“Modern Life Is Rubbish got to 25 in the Charts, which was abysmal for an album, it was a disaster.”

„Modern Life Is Rubbish gelangte auf Platz 25 der Charts, was miserabel für ein Album war, es war ein Desaster.“

Auch die Pressestimmen zum Album waren 1993 überwiegend schlecht. Da Blur auf Promotionfotos für das Album leicht im Stile der Skinheads der 70er Jahre auftraten und einen starken Bezug englischer Musik auf sie nie abstritten, mussten sie sich sogar mit dem Vorwurf konfrontieren, mit angeblich rechter Gesinnung anzubandeln.
Heute ist die Sicht auf Modern Life Is Rubbish deutlich anders. Es wird durch seinen 1993 regelrecht neuartigen Sound und die Rückbesinnung britischer Musiker auf ihre Wurzeln als eines der ersten Alben des Britpops angesehen. Dieser Stil wurde später durch Bands wie Oasis oder Pulp, aber auch Blur einem großen Publikum zu Teil. Auch die lebensbejahende Einstellung des Albums wird immer wieder im Gegensatz zum oft grüblerisch klingendem Grunge und das so entstandene Gegengewicht betont. Blur führten den auf Modern Life Is Rubbish begründeten Stil auf ihren beiden nächsten Alben Parklife und The Great Escape sehr erfolgreich fort. Diese drei Platten werden von Fans der Gruppe, die Modern Life Is Rubbish bis heute sehr schätzen, als Life Trilogy bezeichnet. Der Britpop als Trendbewegung und der Ruhm für die Gruppe, den er unausweichlich mit sich zog, führten bei Blur jedoch ab Mitte der 90er zu einem Umdenken. Ihr fünftes Album Blur war 1997 eine erneute Gradwendung im Stil der Gruppe zu alternativen und experimentellen Sounds.
AllMusic vergibt dem Album viereinhalb Sterne.

## Titelliste
Alle Lieder wurden von Damon Albarn, Graham Coxon, Alex James und Dave Rowntree geschrieben.
1. For Tomorrow – 4:18
2. Advert – 3:43
3. Colin Zeal – 3:14
4. Pressure on Julian – 3:30
5. Star Shaped – 3:25
6. Blue Jeans – 3:53
7. Chemical World – 4:02
8. Intermission – 2:27
9. Sunday Sunday – 2:36
10. Oily Water – 4:59
11. Miss America – 5:34
12. Villa Rosie – 3:54
13. Coping – 3:23
14. Turn It Up – 3:21
15. Resigned – 5:13
16. Commercial Break – 0:56

Die Stücke Intermission und Commercial Break sind Instrumentalstücke, die direkt nach den vorhergegangenen Liedern folgen. Auf der US-amerikanischen Pressung des Albums waren die Lieder Popscene sowie Peach und When the Cows Come Home als Bonustracks sowie eine Demoversion des Songs Chemical World anstatt der Originalfassung enthalten.

## Singles

### For Tomorrow
1. For Tomorrow
2. Peach
3. Bone Bag
4. When the Cows Come Home
5. Beachcoma
6. For Tomorrow (Acoustic Version)
7. Into Another
8. Hanging Over

- Das Lied For Tomorrow erreichte Platz 28 der UK-Charts.[1] Für die Single wurde ein Videoclip in London gedreht, in dem zahlreiche Sehenswürdigkeiten wie der Trafalgar Square und der Primrose Hill zu sehen sind.
- Auf einigen Versionen der Single ist eine spezielle Version des Titels mit dem Titel For Tomorrow (Visit to Primrose Hill extended) enthalten, die sich durch einen längeren Instrumentalteil auszeichnet.

### Chemical World
1. Chemical World
2. Maggie May (Rod-Stewart-Cover)
3. Es Schmecht
4. Young & Lovely
5. My Ark
6. Never Clever (Live)
7. Pressure on Julian (Live)
8. Come Together (Live)

- Die Single Chemical World schaffte es bis auf Platz 28 der UK-Charts.[1] Auch von dieser Single gab es verschiedene Versionen, so war auf einigen Formaten eine überarbeitete Demoversion des Lieds mit dem Titel Chemical World (Reworked), die auch von der US-Version von Modern Life Is Rubbish bekannt ist.

### Sunday Sunday
1. Sunday Sunday
2. Tell Me, Tell Me
3. Long Legged
4. Mixed Up
5. Dizzy
6. Fried
7. Shimmer
8. Daisy Bell (Dacre)
9. Let’s Go All Down the Strand (Murphy, Castling)

- Die Single Sunday Sunday erreichte Platz 26 der britischen Charts.[1]
- Fast alle B-Seiten sind Originalaufnahmen aus der Frühphase der Band, die sich anfänglich noch Seymour nannte.